# NGC 2235
NGC 2235 est une vaste galaxie elliptique relativement éloignée et située dans la constellation de la Dorade. NGC 2235 a été découvert par l'astronome britannique John Herschel en 1834.

## Caractéristiques
Sa vitesse par rapport au fond diffus cosmologique est de 8 423 ± 13 km/s, ce qui correspond à une distance de Hubble de 124,2 ± 7,7 Mpc (∼405 millions d'al).
À ce jour, une mesure non basée sur le décalage vers le rouge (redshift) donne une distance d'environ 86,300 Mpc (∼281 millions d'al). Cette valeur est loin à l'extérieur des valeurs de la distance de Hubble. Notons que c'est avec la valeur moyenne des mesures indépendantes, lorsqu'elles existent, que la base de données NASA/IPAC calcule le diamètre d'une galaxie et qu'en conséquence le diamètre de NGC 2235 pourrait être d'environ 87,0 kpc (∼284 000 al) si on utilisait la distance de Hubble pour le calculer.

## Triplet de galaxies
NGC 2229, NGC 2230 et NGC 2235 font partie d'un triplet de galaxies. NGC 2235 en est le deuxième membre le plus éloigné.